# Placide Nicod

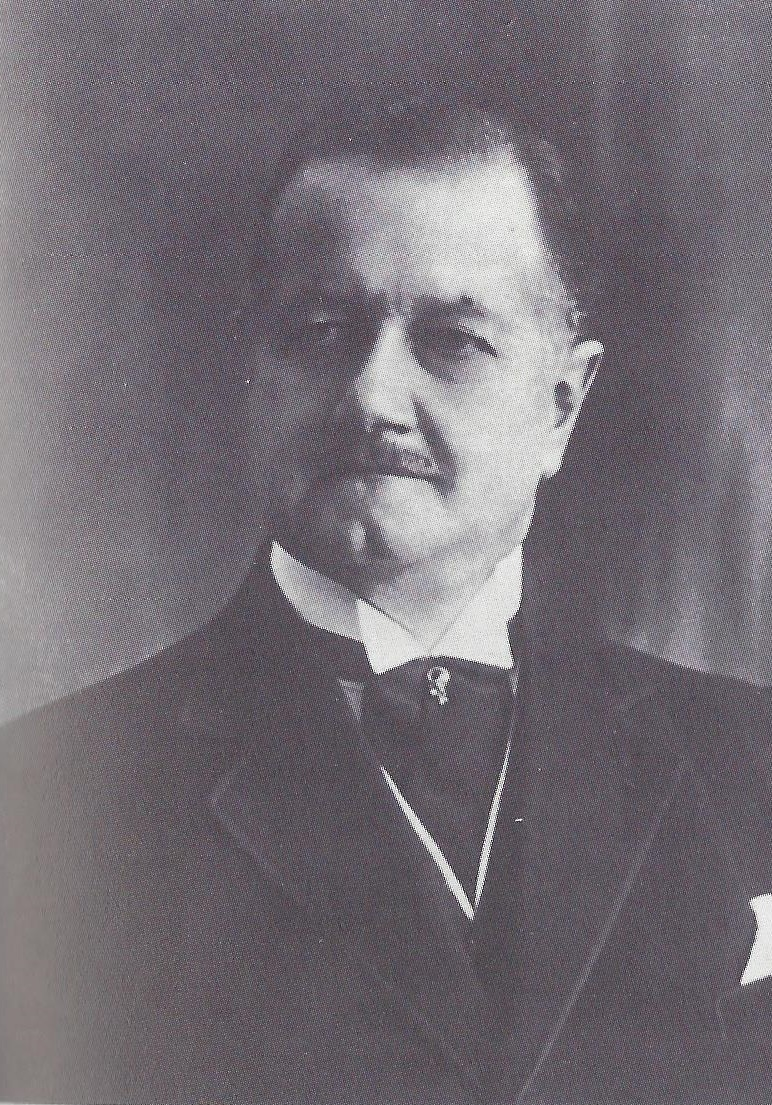
Placide Nicod

Placide Nicod (* 29. Januar 1876 in Bottens; † 1. August 1953 in Evian; heimatberechtigt in Malapalud) war ein Schweizer Orthopäde.

## Leben
Placide Nicod war der Urenkel des Politikers François Nicolas Longchamp (1763–1809). Seine Eltern waren der Landwirt Gustave Nicod und dessen Ehefrau Marie geb. Chiffelle.
Er studierte Medizin an der Universität Genf und erlangte 1901 das schweizerische Ärztediplom. Seit 1908 Assistenzarzt bei César Roux in Lausanne, wurde er 1912 promoviert.
Beruflich war er ab 1903 als Arzt am Hospice orthopédique de la Suisse romande in Lausanne tätig, als dessen Chefarzt und Direktor er von 1905 bis 1948 fungierte. Darüber hinaus lehrte Nicod ab 1913 als Privatdozent für Orthopädie, von 1931 bis 1947 als a.o. Professor für Orthopädie und chirurgische Orthopädie sowie von 1935 bis 1947 für Physiotherapie, an der Universität Lausanne. Zudem eröffnete er im Jahr 1912 ein orthopädisches Privatinstitut, das sich auf die Bewegungstherapie spezialisierte.
Er war katholisch, heiratete 1903 Marie-Madeleine, die Tochter des Tessiner Unternehmers Donato Brazzola, und starb im 78. Lebensjahr.

## Wirken
Placide Nicod galt als der führende Westschweizer Orthopäde seiner Zeit, der sich besondere Verdienste um die (orthetische) Therapie der Kinderlähmung, die Etablierung der operativen Orthopädie sowie die physiotherapeutische Ausbildung erwarb.